# Liste von Karstquellen in Thüringen

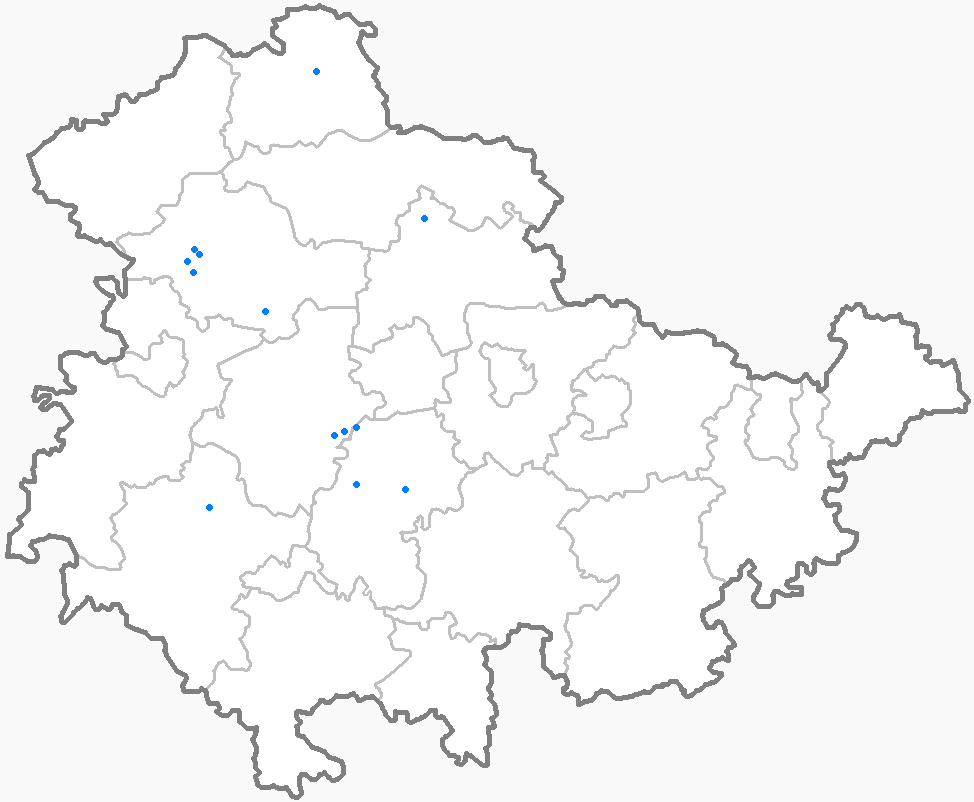
Karstquellen in Thüringen

Dies ist eine Liste von Karstquellen in Thüringen. Sie enthält eine Auswahl von Karstquellen in Thüringen.

## Liste von Karstquellen

### Hinweise
- Die Schüttungswerte können abweichen, wenn der Herausgeber der Daten lediglich den Durchschnittswert von MNQ und MHQ errechnete. Die mittlere Schüttung liegt deutlich darunter. Falsche Zahlen können auch durch Angeben des MHQ als MQ entstehen.
- Eine umfangreiche Liste von deutschen Karstquellen außerhalb Thüringens ist in der Liste von Karstquellen in Deutschland aufgeführt.

### Die Liste
| Bild | Name                   | Mittlere Schüttung (l/s) | Ort             | Landkreis                        | Flusssystem | Lage |
| ---- | ---------------------- | ------------------------ | --------------- | -------------------------------- | ----------- | ---- |
|      | Gespring               | 200                      | Schmalkalden    | Landkreis Schmalkalden-Meiningen | Weser       | ⊙    |
|      | Gräfenbrunnen          |                          | Drei Gleichen   | Landkreis Gotha                  | Elbe        | ⊙    |
|      | Große Golke            | 240                      | Bad Langensalza | Unstrut-Hainich-Kreis            | Elbe        | ⊙    |
|      | Gründelsloch           | 260                      | Kindelbrück     | Landkreis Sömmerda               | Elbe        | ⊙    |
|      | Grundloses Loch        | 60                       | Nordhausen      | Landkreis Nordhausen             | Elbe        | ⊙    |
|      | Kainspring             | 100                      | Oberdorla       | Unstrut-Hainich-Kreis            | Elbe        | ⊙    |
|      | Kleine Golke           | 120                      | Bad Langensalza | Unstrut-Hainich-Kreis            | Elbe        | ⊙    |
|      | Herzquelle             | 100–350                  | Oberweimar      | /                                | Elbe        | ⊙    |
|      | Kipperquellen          | 35                       | Ehringsdorf     | /                                | Elbe        | ⊙    |
|      | Leutraquelle in Weimar |                          | Weimar          | /                                | Elbe        | ⊙    |
|      | Melchiorbrunnen        | 20                       | Oberdorla       | Unstrut-Hainich-Kreis            | Elbe        | ⊙    |
|      | Mühlberger Spring      | 33,7                     | Mühlberg        | Landkreis Gotha                  | Elbe        | ⊙    |
|      | Normannsteinquelle     | 20                       | Treffurt        | Wartburgkreis                    | Weser       | ⊙    |
|      | Oberwillinger Spring   | 46                       | Oberwillingen   | Ilm-Kreis                        | Elbe        | ⊙    |
|      | Popperöder Quelle      | 40,5                     | Mühlhausen      | Landkreis Mühlhausen             | Elbe        | ⊙    |
|      | Salzaspring            | 704                      | Nordhausen      | Landkreis Nordhausen             | Elbe        | ⊙    |
|      | Salzquelle             |                          | Sülzenbrücken   | Ilm-Kreis                        | Elbe        | ⊙    |
|      | Spittelbrunnen         |                          | Mühlhausen      | Landkreis Mühlhausen             | Elbe        | ⊙    |
|      | Spring von Plaue       | 700                      | Plaue           | Ilm-Kreis                        | Elbe        | ⊙    |
|      | Thomasquelle           |                          | Weidensee       | Unstrut-Hainich-Kreis            | Elbe        | ⊙    |